# Betty Rosenquest
Pour les articles homonymes, voir Pratt.
Betty Rosenquest (née le 15 avril 1925 et morte le 31 janvier 2016 à Winter Park (Floride)) est une joueuse de tennis américaine.

## Biographie
Betty Rosenquest a joué dans les années 1940, 1950 et 1960. Elle est aussi connue sous son nom de femme mariée, Betty Rosenquest-Pratt.
En 1956, associée à Shirley Fry Irvin, elle a été finaliste en double dames aux Internationaux des États-Unis. 
En simple, elle s'est imposée au tournoi de Cincinnati en 1947.
Elle a enfin été capitaine de l'équipe américaine en Coupe de la Fédération. 

## Palmarès (partiel)

### Titre en simple dames
| No | Date | Nom et lieu du tournoi            | Catégorie | Surface    | Finaliste           | Score    |  |
| -- | ---- | --------------------------------- | --------- | ---------- | ------------------- | -------- |  |
| 1  | 1947 | Cincinnati tournament, Cincinnati |           | Dur (ext.) | Betty Hulbert James | 9-7, 6-2 |  |

### Finale en simple dames
| No | Date       | Nom et lieu du tournoi        | Catégorie | Surface      | Vainqueure   | Score   |          |
| -- | ---------- | ----------------------------- | --------- | ------------ | ------------ | ------- | -------- |
| 1  | 11/06/1956 | Kent Championships, Beckenham |           | Gazon (ext.) | Darlene Hard | Partage | Parcours |

### Finales en double dames
| No | Date       | Nom et lieu du tournoi                    | Catégorie | Surface      | Vainqueures                        | Partenaire            | Score         |          |
| -- | ---------- | ----------------------------------------- | --------- | ------------ | ---------------------------------- | --------------------- | ------------- | -------- |
| 1  | 1948       | Cincinnati tournament Cincinnati          |           | Dur (ext.)   | Dorothy Head Magda Rurac           | Margaret Varner Bloss | 3-6, 6-4, 6-2 |          |
| 2  | 01/09/1956 | US National Championships Forest Hills    | G. Chelem | Gazon (ext.) | Louise Brough Margaret Osborne     | Shirley Fry           | 6-3, 6-0      | Parcours |
| 3  | 03/06/1968 | North Of England Championships Manchester |           | Gazon (ext.) | Margaret Smith Court Virginia Wade | Judy Tegart           | 6-3, 6-4      | Parcours |

## Parcours en Grand Chelem (partiel)
Si l’expression « Grand Chelem » désigne classiquement les quatre tournois les plus importants de l’histoire du tennis, elle n'est utilisée pour la première fois qu'en 1933, et n'acquiert la plénitude de son sens que peu à peu à partir des années 1950.

### En simple dames
| Année | Championnat d'Australie | Championnat d'Australie | Internationaux de France | Internationaux de France | Wimbledon       | Wimbledon        | US National US Open | US National US Open |
| ----- | ----------------------- | ----------------------- | ------------------------ | ------------------------ | --------------- | ---------------- | ------------------- | ------------------- |
| 1950  | -                       | -                       | 1/4 de finale            | Louise Brough            | 2e tour (1/32)  | Ginette Bucaille | -                   | -                   |
| 1951  | -                       | -                       | -                        | -                        | 2e tour (1/32)  | Shirley Fry      | -                   | -                   |
| 1954  | -                       | -                       | -                        | -                        | 1/2 finale      | Maureen Connolly | -                   | -                   |
| 1956  | -                       | -                       | -                        | -                        | 3e tour (1/16)  | Shirley Bloomer  | 1/2 finale          | Althea Gibson       |
| 1957  | -                       | -                       | -                        | -                        | 1/4 de finale   | Christine Truman | -                   | -                   |
| 1962  | -                       | -                       | -                        | -                        | -               | -                | 2e tour (1/32)      | F. de la Courtie    |
| 1963  | -                       | -                       | -                        | -                        | -               | -                | 1er tour (1/64)     | Deidre Catt         |
| 1967  | -                       | -                       | -                        | -                        | 1er tour (1/64) | Lesley Turner    | 1er tour (1/64)     | Patricia Cody       |
| 1968  | -                       | -                       | -                        | -                        | 1er tour (1/64) | Carol Sherriff   | 2e tour (1/16)      | Rosie Casals        |

À droite du résultat, l’ultime adversaire.

### En double dames
| Année | Championnat d'Australie | Championnat d'Australie | Internationaux de France   | Internationaux de France | Wimbledon                  | Wimbledon                   | US National US Open        | US National US Open      |
| ----- | ----------------------- | ----------------------- | -------------------------- | ------------------------ | -------------------------- | --------------------------- | -------------------------- | ------------------------ |
| 1950  | -                       | -                       | 2e tour (1/8) Dorothy Head | Arlette Halff A. Seghers | 3e tour (1/8) Dorothy Head | M. Buck Nancy Chaffee       | -                          | -                        |
| 1951  | -                       | -                       | -                          | -                        | 1/2 finale B. Scofield     | Shirley Fry Doris Hart      | -                          | -                        |
| 1954  | -                       | -                       | -                          | -                        | 1/4 de finale Erika Obst   | Heather Segal K. Hubbell    | -                          | -                        |
| 1956  | -                       | -                       | -                          | -                        | 1/4 de finale Thelma Coyne | Angela Buxton Althea Gibson | Finale Shirley Fry         | Louise Brough M. Osborne |
| 1957  | -                       | -                       | -                          | -                        | 1/4 de finale S. Bloomer   | Mary Bevis Thelma Coyne     | -                          | -                        |
| 1966  | -                       | -                       | -                          | -                        | -                          | -                           | 2e tour (1/16) F. McLennan | K. Hubbell C. Leed       |
| 1967  | -                       | -                       | -                          | -                        | -                          | -                           | 3e tour (1/8) Midge Buck   | M. Eisel Donna Floyd     |
| 1968  | -                       | -                       | -                          | -                        | 2e tour (1/16) Doris Hart  | Lesley Turner Judy Tegart   | 1er tour (1/8) Judy Tegart | Rosie Casals B. J. King  |

Sous le résultat, la partenaire ; à droite, l’ultime équipe adverse.

### En double mixte
| Année | Championnat d'Australie | Championnat d'Australie | Internationaux de France | Internationaux de France | Wimbledon                   | Wimbledon             | US National | US National |
| 1967  | -                       | -                       | -                        | -                        | 2e tour (1/32) Tony Pickard | I. Lofdahl P. Cornejo | -           | -           |

Sous le résultat, le partenaire ; à droite, l’ultime équipe adverse.